# Ole Wilhelm Fasting
Ole Wilhelm Fasting, född 3 februari 1852 i Ålhus, Sunnfjord, död 5 februari 1915 i Bergen, var en norsk ingenjör och författare.
Efter att ha tagit ingenjörsexamen vid Polytechnikum i Zürich arbetade Fasting 1876–78 i järnvägsväsendet och var 1878–1908 överlärare vid tekniska skolan i Bergen. Vid sidan av sin lärargärning utvecklade han en omfattande verksamhet som journalist, föredragshållare och författare.
Förutom avhandlingar om tekniska frågor och bidrag till dagspressen om allehanda ämnen skrev Fasting talrika berättelser, skisser, jakt- och reseskildringar. Han uppträdde energiskt mot förbudsrörelsen, bland annat genom den kontroversiella agitationsbroschyren Paa gale veje (1904). Vidare utgav han läroböcker i analytisk geometri och mekanik (1897).